# أكمية
أكمية (الاسم العلمي: Aechmea) هي جنس نباتي يتبع فصيلة البروميلية من رتبة القبئيات.